# Audun-le-Tiche
Audun-le-Tiche (in lussemburghese Däitsch-Oth, in tedesco Deutsch-Oth) è un comune francese di 6 235 abitanti situato nel dipartimento della Mosella nella regione del Grand Est. È attraversato dal fiume Alzette.
Audun-Le-Tiche inoltre è gemellata con la città italiana di Gualdo Tadino
Come per Hussigny-Godbrange o Villerupt, anche Audun-le-Tiche è un centro storicamente legato all'emigrazione italiana in Francia.

## Società

### Evoluzione demografica
Abitanti censiti

## Amministrazione

### Gemellaggi
- Gualdo Tadino (PG)